# Powstanie w Chakasji
Powstanie w Chakasji (Восстание в Хакасии) – antysowieckie wystąpienie zbrojne w Chakasji w I połowie lat 20. XX wieku.
Jesienią 1920 r. Iwan N. Sołowiow, były kołczakowiec, represjonowany przez bolszewików, który na początku czerwca tego roku zbiegł z obozu koncentracyjnego w Krasnojarsku, utworzył kilkuosobową grupę zbrojną. W ciągu roku rozrosła się ona do wielkości 180-200, a następnie 650 ludzi. Byli wśród nich partyzanci carskiego ppłk. Oliferowa. Funkcję szefa sztabu pełnił b. pułkownik armii carskiej Aleksiej K. Makarow. Oddział I.N. Sołowiowa został podzielony na kompanie, plutony, pododdział karabinów maszynowych i zwiadowczy. Ruch powstańczy uformował się z powodu rabunkowych działań władz bolszewickich, które godziły w interesy miejscowego chłopstwa. Do oddziałów powstańczych przechodzili nawet aktywiści partyjni, działacze sielsowietów i czerwonoarmiści. Powstańcy walczyli pod monarchistycznym hasłem "Za Wiarę, Cara i Ojczyznę". Największe nasilenie działalności powstańców miało miejsce od maja do września 1921 r. Jesienią tego roku pod naporem sił bolszewickich podzielili się oni na mniejsze oddziały, część rozeszła się do domów. Oddział I.N. Sołowiowa stopniał do ok. 200 ludzi. Jeszcze przed zimą wydzieliły się z niego grupy Pimszczikowa, Iwaszowa i Ukasowa. Przy I.N. Sołowiowie pozostało zaledwie 30-40 powstańców. Wiosną 1922 r. do oddziału przybyło około 200 Chakasów. W maju tego roku uzyskał on oficjalną nazwę Górsko-Konny Oddział Partyzancki im. Wielkiego Księcia Michaiła Aleksandrowicza. Składał się z dwóch szwadronów, pododdziału karabinów maszynowych, zwiadowczego i dowódczego oraz obozu oficerskiego. Latem jego działalność ponownie znacznie się nasiliła. Podporządkowano sobie część mniejszych oddziałów i grup powstańczych. Iwan N. Sołowiow mianował się esaułem. 
Bolszewicy zaczęli stosować przeciwko powstańcom zbrodniczą taktykę brania zakładników spośród mieszkańców wsi (również dzieci) i rozstrzeliwania ich po kolejnych napadach oddziałów powstańczych. Wiosną 1923 r. liczebność oddziału I.N. Sołowiowa ponownie spadła do ok. 25 ludzi, latem tego roku wzrosła do ok. 80, aby na początku 1924 r. osiągnąć ok. 25 osób. Wiosną bolszewicy zaprosili I.N. Sołowiowa na pertraktacje do stanicy Solionooziernaja. Na miejscu czekali na niego dowódca oddziałów specjalnego przeznaczenia chakaskiego ujezdu N.I. Zarudniew, dowódca oddziału wojskowego Tudrasew i 4 żołnierzy. Po przybyciu 24 maja przywódcy ruchu powstańczego został on zdradziecko schwytany, związany i zamordowany. Wkrótce potem do miejsca pobytu podkomendnych I.N. Sołowiowa został wysłany oddział specjalnego przeznaczenia, który wystrzelał wszystkich powstańców. 24 listopada 11 powstańców z rodzinami, w tym ojciec i żona I.N. Sołowiowa, zostało skazanych na karę śmierci przez rozstrzelanie. Niewielkie grupki powstańców na czele z Spirinem-Bagrowem i Baskaułowem przetrwały w Chakasji do 1926 r.
Na motywach walki z powstańcami w 1978 r. powstał film fabularny pt. "Конец императора тайги".